# Прато Комуне (Салерно)
Прато Комуне је насеље у Италији у округу Салерно, региону Кампанија.
Према процени из 2011. у насељу је живело 547 становника. Насеље се налази на надморској висини од 622 м.